# Мартинівка (Охтирський район)
Марти́нівка — село в Україні, в Охтирському районі Сумської області. Населення становить 456 осіб. У складі Тростянецької міської громади. Колишній орган місцевого самоврядування — Мартинівська сільська рада.
Після ліквідації Тростянецького району 19 липня 2020 року село увійшло до Охтирського району.

## Географія
Село Мартинівка знаходиться на березі річки Олешня, вище за течією на відстані 1 км розташоване село Золотарівка, нижче за течією примикає село Олешня (Охтирський район). Поруч проходить залізнична гілка.

## Символіка
Герб: у зеленому полі над чорною основою, відділеною тонкою срібною хвилястою балкою, стоїть золотий олень вправо, над яким три срібні восьмикутні зірки. У чорній основі три золоті безанти. Щит увінчаний сільською геральдичною короною з колосками.
Прапор: квадратне полотнище, розділене тонкою білою хвилястою смугою на чорну (завширшки 1/3 сторони прапора) та зелену частини. На чорному тлі три жовті кружки в стовп. На зеленому тлі – жовтий олень, над яким три білі восьмикутні зірки.

## Історія
За даними на 1864 рік у казеній та власницькій слободі Олешанської волості Лебединського повіту Харківської губернії мешкало 784 особи (366 чоловічої статі та 418 — жіночої), налічувалось 129 дворових господарств, існувала православна церква, відбувалось 2 ярмарки на рік.
Станом на 1914 рік село було центром окремої, Мартинівської волості, кількість мешканців зросла до 1377 осіб.

## Адміністративний устрій
Мартинівська сільська рада (Офіційний сайт http://martynovkasr.at.ua [Архівовано 25 березня 2019 у Wayback Machine.]) до якої входять село Артемо-Растівка та село Золотарівка.